# 富紅梅
富紅梅（1975年2月2日—），女性圍碁棋士，中國出身，日本棋院東京本院所屬。林海峰9段的門下。
9歲的時候開始學圍碁，小學畢業後進入黑龍江省棋院。16歲時，參加哈爾濱市大會、黑龍江省大會得到優勝。
19歲時，東渡日本留學，再次開始練習圍碁。1998年，在第40屆的全日本女流業餘圍棋選手權大會中得到優勝。獨協大學畢業。

## 經歷
- 1975年，生於中國。
- 1994年，來到日本。
- 1996年，第38屆的全日本女流業餘圍棋選手權大會中得到準優勝。
- 1997年，第8屆的國際アマチュア・ペア囲碁選手権大会準優勝
- 1998年（平成10年）全日本女子學生本因坊決定戰優勝，第40屆的全日本女流業餘圍棋選手權大會中得到優勝。
- 1999年，入段（至今）

## 外部連結
- 日本棋院の富紅梅紹介ページ （页面存档备份，存于）